# Megan Guarnier
Megan Guarnier (Glens Falls, Nova York, 4 de maig de 1985) és una ciclista nord-americana. Professional des del 2010 fins al 2019. Guanyadora d'una medalla de bronze al Campionat del Món en Ruta, de tres Campionats nacionals en ruta i de la primera edició de l'UCI Women's WorldTour.

## Palmarès
- 2011
  - 1a al Giro de Toscana-Memorial Michela Fanini
  - Vencedora d'una etapa al Joe Martin Stage Race
- 2012
  -  Campiona dels Estats Units en ruta
  - 1a al Redlands Bicycle Classic i vencedora d'una etapa
  - Vencedora d'una etapa al Nature Valley Grand Prix
- 2015
  -  Campiona dels Estats Units en ruta
  - 1a al Ladies Tour of Norway i vencedora d'una etapa
  - 1a a la Strade Bianche
  - Vencedora d'una etapa a l'Emakumeen Euskal Bira
  - Vencedora d'una etapa al Giro d'Itàlia
- 2016
  -  1a a l'UCI Women's WorldTour
  -  Campiona dels Estats Units en ruta
  - 1a a l'Emakumeen Saria
  - 1a a la Volta a Califòrnia i vencedora d'una etapa
  - 1a a la Philadelphia Cycling Classic
  - 1a al Giro d'Itàlia
  - Vencedora d'una etapa a l'Emakumeen Euskal Bira
- 2017
  - Vencedora d'una etapa a la Volta a Califòrnia
  - Vencedora d'una etapa al Giro d'Itàlia
  - Vencedora d'una etapa al Ladies Tour of Norway
- 2018
  - 1r al Tour de Yorkshire i vencedora d'una etapa